# Dekanat Siemianowice Śląskie
Dekanat Siemianowice Śląskie – jeden z 37 dekanatów katolickich w archidiecezji katowickiej. W jego skład wchodzą następujące parafie:
- Parafia św. Jana Sarkandra w Bańgowie (Siemianowice Śląskie)
- Parafia Nawiedzenia NMP w Bańgowie (Siemianowice Śląskie)
- Parafia Ducha Świętego w Bytkowie (Siemianowice Śląskie)
- Parafia św. Michała Archanioła w Michałkowicach (Siemianowice Śląskie)
- Parafia Wniebowzięcia NMP w Przełajce (Siemianowice Śląskie)
- Parafia św. Antoniego Padewskiego w Siemianowicach Śląskich
- Parafia Krzyża Świętego w Siemianowicach Śląskich
- Parafia Zmartwychwstania Pańskiego w Siemianowicach Śląskich